# Capillarità

Capillarità dell'acqua e del mercurio

La capillarità è l'insieme di fenomeni dovuti alle interazioni fra le molecole di un liquido e un solido sulla loro superficie di separazione. Le forze in gioco che si manifestano in tale fenomeno sono la coesione, l'adesione e la tensione superficiale. Il nome deriva dal fatto che il fenomeno è particolarmente evidente nei tubi sottili di sezione paragonabile a quella di un capello.
Dalla capillarità dell'acqua deriva l'imbibizione, ossia il movimento capillare delle molecole d'acqua che gonfiano la sostanza imbevuta.
Grazie al contatto tra le molecole d’acqua( per il legame a idrogeno) e le molecole del recipiente, le molecole riescono ad “arrampicarsi” sulla parete e a salire. Di conseguenza più è stretta la cannuccia, più molecole toccano la parete e più saliranno (ciò si può notare dal menisco concavo, perché l’acqua ha una forte adesione), ma più larga sarà la cannuccia allora meno molecole toccheranno la parete e meno sarà alto il livello dell’acqua. 
Al contrario il mercurio ha una scarsa adesione, e quindi il menisco sarà convesso perché le molecole non riusciranno ad unirsi con quelle del recipiente.

## Descrizione
Il fenomeno della capillarità si manifesta sulla superficie di un liquido in contatto con un solido: il primo, infatti, gode della proprietà di coesione, ma contemporaneamente le sue particelle sono attratte dalla superficie del solido; la relazione tra le forze di coesione ed adesione determina un fattore importante all'interno di fenomeni di capillarità poiché se le prime sono più forti rispetto a quelle di adesione, il liquido non "bagnerà" il solido e quindi si registra un abbassamento del livello del liquido in corrispondenza del tubo capillare; in caso opposto, invece, il liquido "bagna" il solido e si verifica la "risalita capillare".
Un effetto parallelo a quello di risalita o abbassamento capillare è il menisco: gli effetti delle forze di coesione ed adesione, infatti, causano anche una curvatura sulla superficie libera del liquido. Se la curvatura è verso il basso le forze di adesione sono maggiori (es. acqua), nel caso opposto le forze di coesione saranno preponderanti (es. mercurio).
Menisco e capillarità sono fenomeni legati poiché quando la superficie di un liquido è curva, nella parte concava si genera una pressione maggiore di quella esistente nella parte convessa; per ristabilire l'equilibrio tra queste pressioni, il liquido dovrà salire o scendere di un certo volume. Il fenomeno è più evidente nei tubi capillari poiché in questi è maggiore la parte di liquido a contatto con le pareti del recipiente rispetto al volume totale e quindi la parte di liquido che genererà le forze di adesione sarà maggiore e perciò lo spostamento del livello del liquido all'interno del capillare sarà maggiore.

## Umidità di risalita capillare
L'umidità di risalita è un fenomeno possibile a causa delle proprietà capillari dell'acqua. L'umidità di risalita è la causa principale dei fenomeni degradativi edilizi. L'acqua sale per "capillarità" dalle falde fino alle murature domestiche: questo è possibile quando la falda si trova fino a 6 metri sotto terra. L'acqua, soggetta a capillarità, risale per i dotti naturalmente presenti nel sottosuolo fino a incontrare diversi materiali edili, comportandosi così come nel modello proposto con il principio dei vasi comunicanti.
Il liquido contenuto in due vasi comunicanti rimane allo stesso livello, quando però i vasi hanno dimensioni differenti il liquido risalirà in misura inversamente proporzionale alla dimensione dei vasi stessi, cioè salirà tanto più in alto quanto più ridotta sarà la dimensione del capillare (legge di Jurin).

## Legge di Jurin

Effetti della capillarità per l'acqua e per il mercurio.

Per un capillare cilindrico di raggio {\displaystyle r}, si può calcolare l'innalzamento o l'abbassamento {\displaystyle h} del livello del liquido nel capillare rispetto a quello del liquido nel recipiente esterno. Si procede con la dimostrazione del solo caso di innalzamento: per farlo è necessario osservare che, data un'asticella di liquido all'interno di un contenitore, alla base della colonna la pressione {\displaystyle p_{b}} deve essere uguale quella esterna {\displaystyle p_{a}}.
{\displaystyle {\begin{cases}p_{a}=p_{0}\\p_{b}=p_{0}+\rho gh+\alpha \end{cases}}}
Nel sistema di equazioni precedente si è fatto uso della legge di Stevin, con {\displaystyle \alpha } si intende un termine correttivo dovuto alla forza di capillarità; quest'ultima agisce sulla colonna di liquido e permette che questi si innalzi di un'altezza {\displaystyle h}.
Sapendo che dimensionalmente {\displaystyle \gamma }, che è una tensione superficiale, è una forza per unità di lunghezza, si deduce che la forza agente sulla colonna di fluido è {\displaystyle F_{\gamma }=l\gamma }, dove {\displaystyle l=2\pi R}. In questo caso {\displaystyle R} è il raggio della (ipotetica) sfera ottenuta prolungando la curvatura capillare a {\displaystyle 360^{\circ }}. Proseguendo con l'analisi geometrica si ricordi che {\displaystyle R=r\cdot cos(\theta )}, dove {\displaystyle r} è il raggio di base della capillare cilindrico, mentre {\displaystyle \theta } è l'angolo compreso tra la superficie verticale del capillare e la tangente alla curvatura nel punto di intersezione tra la parete e il liquido. Tutte queste considerazioni permettono di ottenere la seguente equazione:
{\displaystyle 2\pi R\gamma =mg\rightarrow 2\pi r\gamma \cos(\theta )=\rho \pi r^{2}hg}
quindi
{\displaystyle h={2{\gamma \cos {\theta }} \over {\rho gr}}}
dove:
- {\displaystyle \gamma } è la tensione superficiale ({\displaystyle J/m^{2}} o {\displaystyle N/m});
- {\displaystyle \theta } è l'angolo di raccordo tra la superficie del liquido e la parete del contenitore;
- {\displaystyle \rho } è la densità del liquido {\displaystyle (kg/m^{3})};
- {\displaystyle g} è l'accelerazione di gravità {\displaystyle (m/s^{2})};
- {\displaystyle r} è il raggio del capillare {\displaystyle (m)};
- {\displaystyle h} è la variazione di quota del liquido nel capillare rispetto a quello del liquido nel recipiente esterno {\displaystyle (m)}.

## Numero di capillarità
In fluidodinamica, il numero di capillarità {\displaystyle (Ca)} è un numero adimensionale che rappresenta l'effetto relativo delle forze viscose rispetto alla tensione superficiale all'interfaccia tra una fase liquida e una fase gassosa o tra fluidi non miscibili. Tale numero è definito come:
{\displaystyle {\text{Ca}}\ {\stackrel {\mathrm {def} }{=}}\ {\frac {\mu u}{\gamma }}}
dove:
- {\displaystyle \mu } è la viscosità del liquido;
- {\displaystyle u} è la velocità fluidodinamica;
- {\displaystyle \gamma } è la tensione superficiale fra due fasi del fluido.

Per piccoli numeri di capillarità (tipicamente meno di {\displaystyle 10^{-5}}), flussi in mezzi porosi sono dominati da forze di capillarità.